# André Thieme (Reiter)
André Thieme (* 25. April 1975 in Hoyerswerda) ist ein deutscher Springreiter aus Mecklenburg-Vorpommern, Derbysieger und Einzeleuropameister.

## Werdegang
André Thieme wuchs als Sohn des Obersattelmeisters des Landgestütes Redefin und Dressurreiters und -trainers Michael Thieme in Mücheln (Sachsen-Anhalt) auf. Im Alter von 19 Jahren wurde ihm das Goldene Reitabzeichen für zehn Siege in schweren Dressurprüfungen verliehen. In Folge konzentrierte er sich auf die Springreiterei und erreichte auch hier das Goldene Reitabzeichen. Im Jahr 1998 ging André Thieme für anderthalb Jahre in die Vereinigten Staaten, wo er auf Empfehlung des deutschen Nachwuchs-Bundestrainers Kurt Gravemeier für Tim Grubb ritt. Im Anschluss daran ging Thieme zurück nach Deutschland, wo er zunächst angestellt als Bereiter tätig war, bevor er sich selbstständig machte.
Thieme lebt zusammen mit seiner Frau Corinna und seinen Kindern in Plau am See. Sie haben einen Sohn (* 2008) und eine Tochter (* 2016). Thiemes Pferde stehen seit April 2012 in Leizen bei Röbel/Müritz. Er startet seit Beginn des Jahres 2012 für den RV German Horse Pellets e. V., zuvor war er Vereinsmitglied des RV Alten Landsitz Sommerstorf, des SV Brauerei Lübz bzw. des Equestrian-Sport-Clubs.
Thieme ist Berufsreiter und hat die Prüfung zum Pferdewirtschaftsmeister abgelegt. Im Jahr 2007 wurde er Zweiter beim Deutschen Berufsreiterchampionat, außerdem war er mehrfach Teil deutscher Nationenpreismannschaften. In den Jahren 2009, 2010, 2011 und 2013 war er der erfolgreichste Springreiter Mecklenburg-Vorpommerns.
Seinen finanziell größten Erfolg feierte Thieme mit dem Sieg beim 1.000.000-US-$-Grand-Prix in Saugerties (New York, USA) im September 2011. Für diese nationale Prüfung, die er ein Jahr zuvor auf Rang neun abschloss, hatte er sich im Frühjahr auf nationalen Turnieren in Florida qualifiziert. Aufgrund dieses Sieges war Aragon Rouet mit einer Jahresgewinnsumme von 271.269 € das dritt-gewinnreichste Springpferd eines deutschen Reiters im Jahr 2011. Im März 2014 gelang Thieme ein vergleichbarer Erfolg: Er gewann mit Contanga den abschließenden Großen Preis der Turnierserie von Ocala (Florida), der erstmals mit 1 Million US-$ dotiert war.
Ab März 2013 war Thieme Teil des B2-Kaders der deutschen Springreiter. Nach mehreren Nationenpreiseinsätzen wurde er im August 2014 erstmals zeitweilig in den Championatskader (A-Kader) aufgenommen. Der Verkauf der Stute Contanga nach seiner guten Platzierung im Großen Preis von Aachen bedeutete einen Einschnitt in Thiemes bis dahin erfolgreichster Phase seiner Karriere. Dennoch zählte Thieme mit Conthendrix in den Jahren 2015 bis 2017 mehrfach zum Aufgebot deutscher Nationenpreismannschaften. Im Jahr 2019 war er zwar zwei Mal nur Ersatzreiter bei Nationenpreisen, gewann jedoch das Falsterbo Derby und erhielt einen Startplatz beim CHIO Aachen (dort u. a. 9. Platz im Preis von Europa).
Im Jahr 2020 kam Thieme zu einem Nationenpreisstart und beendete die Saison mit dem fünten Platz bei den Deutschen Meisterschaften. Bei seinem alljährlichen Aufenthalt in Florida gewann Thieme Ende März 2021 mit Chakaria ein weiteres Mal den finalen Großen Preis des Ocala Winter Circuit. André Thieme ist damit der erste Reiter, der in seiner Karriere vier mit 1.000.000 US-Dollar dotierte Große Preise des US-amerikanischen Turnierveranstalters HITS, Inc. gewonnen hat. Auch nach der Rückkehr nach Europa verlief die Saison 2021 hoch erfolgreich für ihn, so wurde er mit Chakaria für zwei der vier Nationenpreise der Europa-Division der FEI-Nationenpreisserie nominiert und war auch mit seinen anderen Pferden zum Beispiel im Großen Preis von Herzlake siegreich.
Nachdem André Thieme im Dezember 2020 mit Chakaria wieder in den Perspektivkader aufgenommen wurde, folgte die Aufnahme in die Longlist und schließlich auch die Nominierung für die Olympischen Sommerspiele in Tokio. Thieme kam mit Chakaria in der Einzel- und Mannschaftswertung zum Einsatz, in ersterer verpasste er knapp den Einzug in das Einzelfinale der besten 30. Nachdem die Olympiateilnahmen von Christian Zehe 1992 und Holger Wulschner 1996 nicht zustande gekommen waren, war Thieme damit der erste Reiter aus den neuen Bundesländern, der für Deutschland nach 1990 an Olympischen Spielen teilnahm. Vier Wochen später war Thieme mit Chakaria bei den Europameisterschaften in Riesenbeck erneut Teil der deutschen Mannschaft, die dort die Silbermedaille errang. Diesen Erfolg krönte Thieme, indem er mit seiner Stute zudem den Einzel-Europameistertitel gewann.
Beim Nationenpreisfinale 2021 in Barcelona waren Thieme und Chakaria das beste Paar der deutschen Mannschaft. Die Schweizer Zeitschrift Pferdewoche ermittelte, dass André Thieme und Jérôme Guery die erfolgreichsten Nationenpreisreiter des Jahres 2021 mit je sieben fehlerfreien Runden in Nationenpreisen waren. Sechs dieser Runden entfielen auf Thiemes Stute Chakaria, die damit im Jahr 2021 zudem das erfolgreichste Springpferd in Nationenpreisen war.
Nach seiner Rückkehr von der jährlichen Amerikatour verlief der Mai 2022 mit dem Sieg in der Badenia und Top-3-Platzierungen in den beiden Hauptprüfungen des Deutschen Spring- und Dressurderby hocherfolgreich für Thieme. In Folge dieser Erfolge gelang André Thieme im Juli 2022 der Sprung auf Platz 30 der Weltrangliste, seine bisher beste Position dort. Nachdem Thieme bereits beim „kleinen“ deutschen Nationenpreis in Mannheim Teil der deutschen Equipe war, wurde er mit Chakaria 2022 auch für den Nationenpreis in Aachen nominiert. Als Schlussreiter war er hier am Gewinn des mit 1.000.000 Euro dotierten Nationenpreises beteiligt. Für das zweite Halbjahr 2022 ist Thieme Teil von Valkenswaard United und damit erstmals Mitglied eines Teams der Global Champions League.

## Das Deutsche Springderby

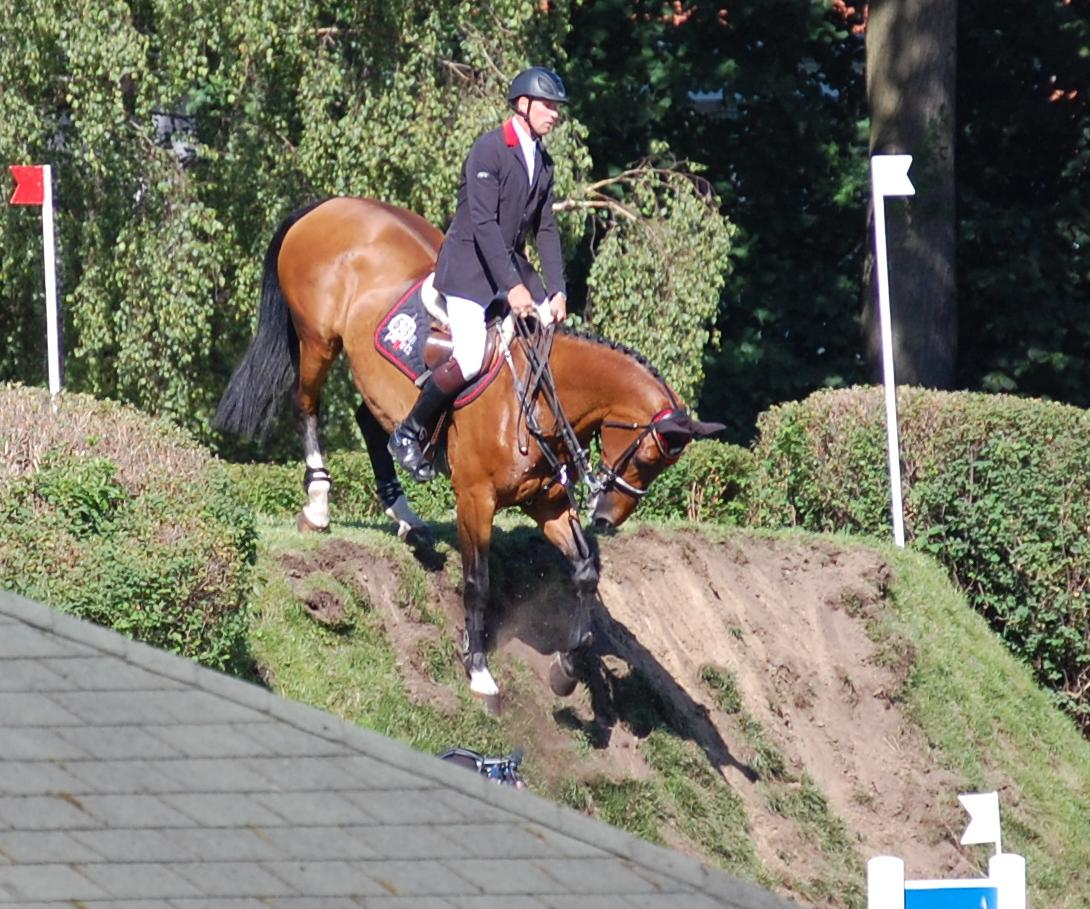
André Thieme mit Nacorde bei der 2. Qualifikation zum Deutschen Spring-Derby 2011

Überregional bekannt wurde Thieme im Jahr 2007, als er mit Nacorde das 78. Deutsche Springderby in Hamburg-Klein Flottbek gewann. Damit war er nach dem Sieg vom Holger Wulschner im Jahr 2000 der zweite Sieger des Deutschen Springderbys aus den „neuen Bundesländern“. In diesem Jahr führten hinter Thieme zwei weitere Reiter aus Mecklenburg-Vorpommern die Siegerliste des Deutschen Springderbys an.
Ein Jahr zuvor wurde er Zweiter beim Deutschen Springderby, was jedoch medial aufgrund des dritten Derbysiegs in Folge von Toni Haßmann kaum Beachtung fand. Im Jahr 2008 konnte er seinen Derbysieg wiederholen. Beim Deutschen Springderby 2009 wurde er daher erneut als Favorit gehandelt. Bis zum Buschoxer (Hindernis Nummer 11) blieb er fehlerfrei, hatte dann jedoch mit Nacorde einen Abwurf an diesem Hindernis, das in diesem Jahr in seiner Schwierigkeit erhöht wurde (Tiefe von 170 cm auf 190 cm erhöht). Dennoch erreichte er dank der schnellsten Zeit der Reiter mit vier Strafpunkten den dritten Platz hinter zwei weiteren Reitern aus Mecklenburg-Vorpommern (Thomas Kleis und Matthias Granzow). Im Jahr 2011 konnte er mit Nacorde den Erfolg von 2007 und 2008 nochmals wiederholen. Auch in den folgenden Jahren kam Thieme immer wieder beim Deutschen Springderby auf einen der vorderen Ränge.
Im Jahr 2025 konnte Thieme an seine Erfolge anknüpfen und gewann mit dem 11-jährigen Wallach Paule S das 94. Deutsche Springderby im Stechen gegen den Spanier Esteban Benitez Valle mit C the Stars, der wegen des Auslassens einer Wendemarke im Stechen disqualifiziert wurde. Es war Thiemes vierter Derbysieg.

## Pferde

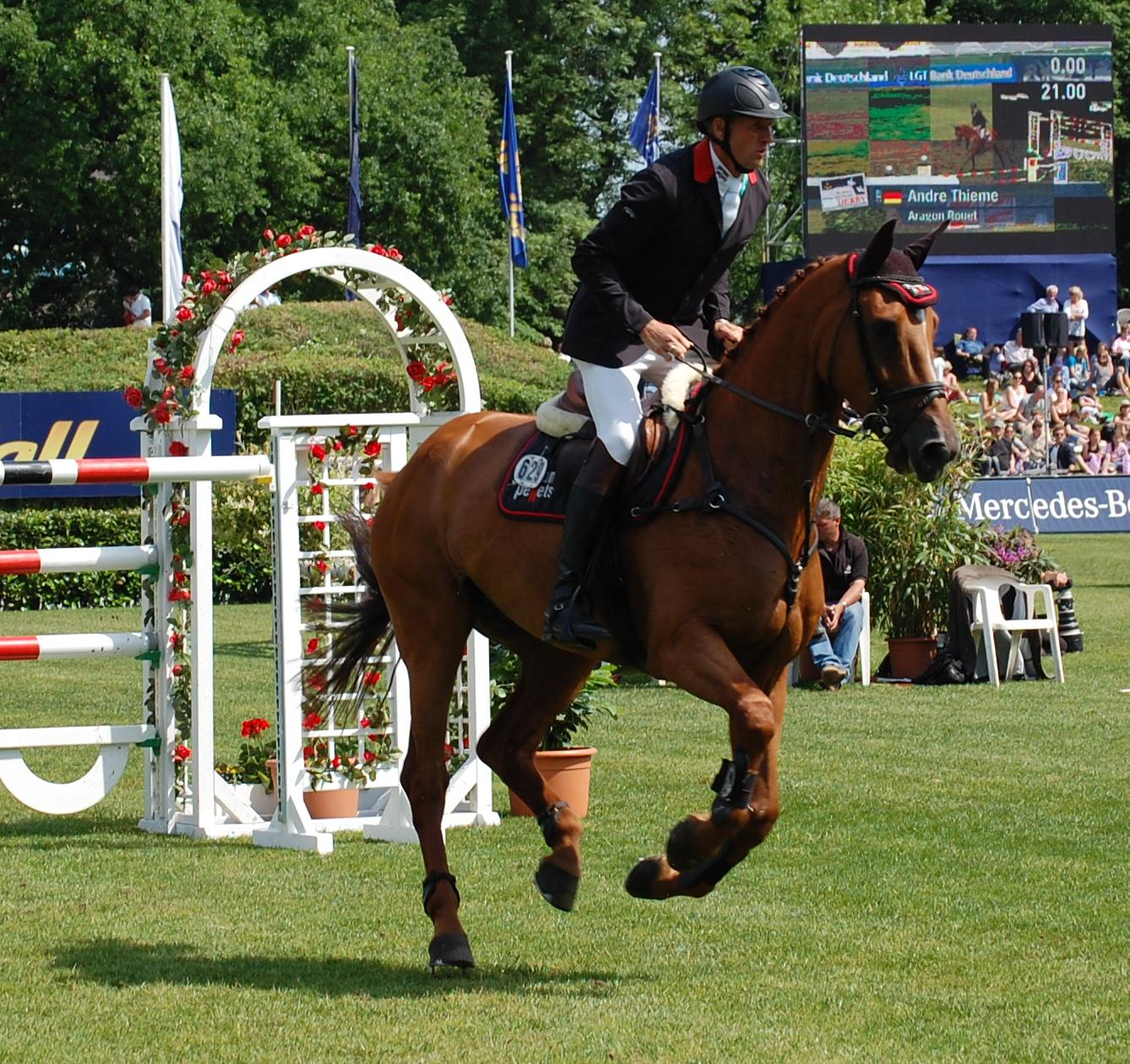
André Thieme mit Aragon Rouet beim Championat von Hamburg 2011 (CSI 5*)

### Aktuelle
- DSP Chakaria (* 2010), DSP-Fuchsstute, Vater: Chap 47, Muttervater: Askari[33]
- Paule S (* 2014), Oldenburger Springpferd brauner Wallach, Vater: Perigueux, Muttervater: Sir Shutterfly
- Castanova H (* 2016), schwarzbrauner Hannoveraner Hengst, Vater: Casallco, Muttervater: Stakkato
- Chavanna PS (* 2016), Oldenburger Springpferd Schimmelstute, Vater: Chacoon Blue, Muttervater: Sanvaro
- Cordani PS (* 2014), braune Hannoveraner Stute, Vater: Balou du Reventon, Muttervater: Baloubet du Rouet

### Ehemalige Turnierpferde
- Cellestial (1994–2023), Oldenburger Schimmelhengst, Vater: Cantus, Muttervater: Windesi xx, zuerst von Heiko Schmidt im Sport vorgestellt, bis Anfang 2005 von Rolf-Göran Bengtsson geritten, dann von Jan Peters geritten, von Herbst 2005 bis Anfang 2006 von René Tebbel geritten, 2006 von André Thieme, 2008 von Katrin Schmidt geritten[34][35][36]
- Nacorde (1995–2019), brauner KWPN-Wallach, Vater: Concorde, Muttervater: Renville, 2012 aus dem Sport verabschiedet, Besitzer: Friedrich Wilhelm Biemann[37][38]
- Magnus 91 (* 1996), Brandenburger Fuchswallach, Vater: Matador xx, Muttervater: Drako, aus dem Sport verabschiedet[39]
- Antares F (* 2000), Württemberger Schimmelwallach, Vater: Araconit, Muttervater: Cento, wurde ab Juli 2010 von McLain Ward geritten[40]
- Aragon Rouet (* 2000, ursprünglich Aragon ter Spelonck), BWP-Dunkelfuchs-Wallach, Vater: Baloubet du Rouet, Muttervater: Remondo, seit Herbst 2011 von Meg O’Mara geritten[41]
- Katie Riddle (* 2000), Brandenburger Schimmelstute, Vater: Kolibri, Muttervater: Almero, seit 2010 vom US-amerikanischen Reiter John McConnell geritten[42]
- Coco 135 (* 2001), dunkelbrauner Mecklenburger Wallach, Vater: Cellestial, Muttervater: Monsum, bei der WM der jungen Springpferde sowie leihweise Anfang 2011 von André Thieme geritten, bis Ende 2010 von Heiko Schmidt geritten, anschließend an Seth Vallhonrat (Geschäftspartner von Thieme) verkauft, ab Mai 2011 von McLain Ward geritten[43][44]
- Uvalier (* 2001), brauner KWPN-Wallach, Vater: Cavalier, Muttervater: Germus R, im Frühjahr 2011 nach Kanada verkauft[45]
- Caesar 322 (* 2002), Zangersheider Fuchswallach, Vater: Canabis Z, Muttervater: Eros Platiere; ab 2012 von Christi Israel geritten[46]
- Contanga 3 (* 2004), Oldenburger Springpferd braune Stute, Vater: Catoki, Muttervater: Contango; im Sommer 2015 an Athina Onassis de Miranda verkauft[47]
- Conthendrix (* 2004), Holsteiner Schimmelwallach, Vater: Contendro I, Muttervater: Cor de la Bryère; ab 2018 von Mary Looke geritten[48]
- Voigtsdorfs Quonschbob (* 2004, ursprünglicher Name: Querly P), Oldenburger Springpferd dunkelbrauner Wallach, Vater: Querlybet Hero, Muttervater: Caletto II[49], zuletzt im Februar 2018 von Augustin Rosales im internationalen Sport eingesetzt
- Liratus (* 2005), brauner DWB-Wallach, Vater: Corratus, Muttervater: Limebrand[50], zuletzt im September 2022 von Anika Elgert im Sport eingesetzt
- Aretino 13 (* 2008), brauner Holsteiner Wallach, Vater: Artani 2, Muttervater: Caretino; bis Mai 2017 von Torben Köhlbrandt geritten; ab Anfang 2020 von You Zhang, Dirk Demeersman und Gilles Thomas geritten[51]
- Ramona de Flobecq (* 2005), Französische Schimmelstute, Vater: Ultimo van ter Moude, Muttervater: Umour de Fenaud, zuletzt im März 2021 von Nicole Peterson im internationalen Sport eingesetzt
- Chanel B 2 (* 2005), braune Mecklenburger Stute, Vater: Cellestial, Muttervater: C-Indoctro, zuletzt im Juli 2016 von Victoria Colvin im internationalen Sport eingesetzt
- Livios (* 2002), Bayer brauner Wallach, Vater: Leviano F, Muttervater: Lord Z, zuletzt im Mai 2017 von Julia Aladushkina im internationalen Sport eingesetzt
- Conacco (* 2011), Oldenburger Springpferd brauner Wallach, Vater: Conoglio, Muttervater: Chacco-Blue[52], seit März 2024 von Ruben Bek geritten
- Cupertino (* 2008), brauner Holsteiner Hengst, Vater: Contender, Muttervater: Leonce[53], zuletzt im Januar 2019 im internationalen Sport eingesetzt
- Contadur (* 2008), Oldenburger Springpferd brauner Hengst, Vater: Conteros, Muttervater: Kolibri, seit August 2023 von Reinhard Lütke Harmann geritten
- Cellisto (* 2006), brauner DSP-Wallach, Vater: Cellestial, Muttervater: Calypso II, zuletzt im Februar 2022 im internationalen Sport eingesetzt
- Crazy Girl V (* 2010), Westfale braune Stute, Vater: Clinton, Muttervater: Gralshüter, zuletzt im Juli 2022 im Sport eingesetzt

## Erfolge

### Championate
- Olympische Sommerspiele:
  - 2020 (2021), Tokio: mit Chakaria 9. Platz mit der Mannschaft und 31. Platz im Einzel
- Europameisterschaften:
  - 2021, Riesenbeck: mit Chakaria Silbermedaille mit der Mannschaft[54] und Goldmedaille im Einzel[55]

### Weitere Erfolge
- 2025:
  - 1. Platz im 94. Deutschen Spring- und Dressurderby mit Paule S
- 2024:
  - 1. Platz im Großen Preis von Aachen
- 2022:
  - 100.000 US-$-Grand Prix in Ocala / HITS V (Florida, USA): 1. Platz mit Chakaria
  - 100.000 US-$-Grand Prix in Ocala / HITS VI (Florida, USA): 1. Platz mit Cellisto
  - 3. Platz im Großen Preis von Ocala (CSI 2* / HITS VII) mit Callas
  - 3. Platz im Weltcupspringen von Ocala (CSI 4*-W Live Oak International) mit Chakaria
  - 75.000 US-$-Grand Prix in Ocala / HITS VIII (Florida, USA): 1. Platz mit Cellisto
  - 100.000 US-$-Grand Prix in Ocala / HITS IX (Florida, USA): 1. Platz mit Cellisto, 2. Platz mit Conacco
  - 200.000 US-$-Grand Prix, Abschlusswoche des World Equestrian Center Ocala Winter Spectacular: 1. Platz mit Conacco[56]
  - 2. Platz im Nationenpreis von Mannheim (CSIO 3*) mit Conacco
  - 1. Platz in der Badenia (CSIO 3* Mannheim) mit Chakaria
  - 2. Platz im Großen Preis von Hamburg (CSI 5*) mit Chakaria
  - 3. Platz im 91. Deutschen Spring-Derby in Hamburg (CSI 4*) mit Contadur
  - 1. Platz im Nationenpreis von Sopot (CSIO 5*) mit Chakaria
  - 1. Platz im Nationenpreis in Aachen (CSIO 5*) mit Chakaria
  - 1. Platz bei der Landesmeisterschaft Springreiten Mecklenburg-Vorpommern mit Crazy Girl[57]
  - 1. Platz im Falsterbo Derby beim CSIO 5* Falsterbo mit Contadur
  - 1. Platz im Großen Preis von Falsterbo (CSIO 5*) mit Chakaria

- 2021:
  - 4. Platz im Großen Preis von Klein Roscharden (CSI 2*) mit Conacco
  - 1. Platz im Nationenpreis von Sopot (CSIO 5*) mit Chakaria
  - 4. Platz im Großen Preis von Sopot (CSIO 5*) mit Chakaria
  - 2. Platz im Nationenpreis von St. Gallen (CSIO 5*) mit Chakaria
  - 1. Platz im Großen Preis eines CSI 2* in Herzlake-Gut Einhaus mit Conacco
  - 2. Platz im Großen Preis von Redefin (CSI 2*) mit Chakaria
  - 1. Platz im Great American $1 Million Grand Prix in Ocala (Florida, USA) mit Chakaria
  - 200.000 US-$-Grand Prix in Ocala / HITS IX (Florida, USA): 3. Platz mit Crazy Girl
  - 2. Platz im Großen Preis des Nationenpreisturniers von Wellington FL (CSIO 4*, 8. Woche des Winter Equestrian Festivals) mit Chakaria
  - 150.000 US-$-Grand Prix in Ocala / HITS VI (Florida, USA): 1. Platz mit Crazy Girl
  - 200.000 US-$-Grand Prix in Ocala / HITS V (Florida, USA): 3. Platz mit Crazy Girl
  - 150.000 US-$-Grand Prix in Ocala / HITS IV (Florida, USA): 1. Platz mit Conacco
  - 75.000 US-$-Grand Prix des World Equestrian Ocala Winter Spectacular Nr. 6 (Florida, USA): 3. Platz mit Chakaria

- 2020:
  - 200.000 US-$-Grand Prix in Ocala / HITS V (Florida, USA): 3. Platz mit Cellisto
  - 2. Platz im Großen Preis von Dorfchemnitz, Prüfung Klasse S*** mit Stechen, mit Contadur
  - 4. Platz mit der deutschen Mannschaft im Nationenpreis von Prag (CSIO 3*) mit Chakaria
  - 5. Platz in der deutschen Meisterschaft in Riesenbeck mit Chakaria

- 2019:
  - 50.000 US-$-Grand Prix in Ocala / HITS VI (Florida, USA): 3. Platz mit Cupertino
  - 2. Platz im Weltcupspringen von Ocala (CSI 3*-W Live Oak International) mit Aretino
  - 3. Platz im Championat von Hamburg (CSI 5*) mit Crazy Girl V
  - Sieger im Großen Preis von Werder (Havel), Prüfung Klasse S*** mit Stechen, mit Aretino
  - Sieger im Falsterbo Derby beim CSIO 5* Falsterbo mit Contadur
  - 2. Platz im Großen Preis von Görlitz, Prüfung Klasse S*** mit Stechen, mit Contadur
  - 3. Platz im Großen Preis von Gadebusch, Prüfung Klasse S** mit Stechen, mit Contadur
  - 2. Platz im Großen Preis von Sachsen (Chemnitz, Prüfung Klasse S*** mit Siegerrunde) mit Liratus

- 2018:
  - 2. Platz im CSI 3*-Grand Prix in Ocala / HITS VI (Florida, USA) mit Cupertino
  - 50.000 US-$-Grand Prix in Ocala / HITS VII (Florida, USA): 3. Platz mit Cupertino
  - Sieger im Großen Preis von Mühlengeez (Prüfung Klasse S*** mit Stechen) mit Aretino
  - Sieger mit der deutschen Mannschaft im Nationenpreis des Spruce Meadows Masters (CSIO 5*) mit Aretino
  - Sieger im Großen Preis von Forst (Lausitz), Prüfung Klasse S*** mit Stechen mit Contadur
  - Sieger im Großen Preis von Sachsen (Chemnitz, Prüfung Klasse S*** mit Siegerrunde) mit Aretino

- 2017:
  - 3. Platz im CSI 2*-Grand Prix in Ocala / HITS VI (Florida, USA) mit Conthendrix
  - 2. Platz im Weltcupspringen von Ocala (CSI 3*-W Live Oak International) mit Conthendrix
  - 4. Platz im AIG $1 Million Grand Prix in Thermal (Kalifornien, USA) mit Conthendrix
  - 3. Platz im Great American $1 Million Grand Prix in Ocala (Florida, USA) mit Conthendrix
  - Sieger mit der deutschen Mannschaft im Nationenpreis von Lummen (CSIO 5*) mit Conthendrix
  - 3. Platz mit der deutschen Mannschaft im Nationenpreis von St. Gallen (CSIO 5*) mit Conthendrix
  - 3. Platz bei der Landesmeisterschaft Springreiten Mecklenburg-Vorpommern mit Cupertino[58]
  - 2. Platz mit der deutschen Mannschaft im Nationenpreis von Falsterbo (CSIO 5*) mit Conthendrix
  - Sieger im Großen Preis von Mühlengeez (Prüfung Klasse S*** mit Stechen) mit Contadur
  - Sieger im 1.000.000 US-$-Grand Prix in Saugerties (CSI 5*) mit Conthendrix[59]

- 2016:
  - 50.000 US-$-Grand Prix in Ocala / HITS VI (Florida, USA): 2. Platz mit Cellisto
  - 50.000 US-$-Grand Prix in Ocala / HITS VIII (Florida, USA): 2. Platz mit Conthendrix
  - 3. Platz im 87. Deutschen Springderby in Hamburg (CSI 3*) mit Quonschbob
  - Doppel-Nullrunde im Nationenpreis von Falsterbo (CSIO 5*) mit Conthendrix
  - 2. Platz im Großen Preis von Aschersleben (Klasse S*** mit Siegerrunde) mit Liratus
  - 3. Platz im Großen Preis von Paderborn (CSI 3*) mit Conthendrix
  - 2. Platz im Großen Preis von Sachsen (Chemnitz, Klasse S*** mit Siegerrunde) mit Liratus
  - 2. Platz im Weltcupspringen von Posen (CSI 3*-W) mit Conthendrix
  - 2. Platz in der Riders Tour-Gesamtwertung 2016

- 2015:
  - 3. Platz im Großen Preis des Nationenpreisturniers von Ocala (CSIO 4*) mit Conthendrix
  - 50.000 US-$-Grand Prix in Ocala / HITS VI (Florida, USA): 2. Platz mit Conthendrix
  - 3. Platz im Großen Preis von Redefin (CSI 3*) mit Ramona de Flobecq
  - 2. Platz im 86. Deutschen Springderby in Hamburg (CSI 3*) mit Quonschbob
  - Sieger mit der deutschen Mannschaft im Nationenpreis von Sopot (CSIO 5*) mit Conthendrix
  - 7. Platz im Großen Preis von Aachen (CSI 5*) mit Contanga
  - 13. Platz in der deutschen Meisterschaft in Balve mit Conthendrix
  - 3. Platz im Großen Preis von Groß Viegeln bei Rostock (CSI 3*) mit Conthendrix

- 2014:
  - Sieger im 1.000.000 US-$-Grand Prix in Ocala / HITS X (Florida, USA) mit Contanga
  - 2. Platz im Großen Preis von Forst (Lausitz), Springprüfung Klasse S***, mit Conthendrix
  - 12. Platz (mit Conthendrix) und 13. Platz (mit Contanga) in der deutschen Meisterschaft in Balve
  - Sieger mit der deutschen Mannschaft im Nationenpreis von Falsterbo (CSIO 5*) mit Conthendrix
  - 2. Platz im Großen Preis von Falsterbo (CSIO 5*) mit Contanga
  - 2. Platz mit der deutschen Mannschaft im Nationenpreis von Hickstead (CSIO 5*) mit Contanga
  - 2. Platz mit der deutschen Mannschaft im Nationenpreis von Porto Alegre (CSIO 4*) mit Ramona de Flobecq

- 2013:
  - 50.000 US-$-Grand Prix in Ocala / HITS IV (Florida, USA): 2. Platz mit Catharina
  - 50.000 US-$-Grand Prix in Ocala / HITS VI (Florida, USA): 2. Platz mit Quonschbob
  - 3. Platz im Nationenpreis von Wellington (CSIO 4*) mit Contanga
  - 100.000 US-$-Grand Prix in Ocala / HITS IX (Florida, USA): 1. Platz mit Contanga
  - Sieger im Großen Preis von Gijón (CSIO 5*) mit Contanga

- 2012:
  - 25.000 US-$-Grand Prix in Ocala / HITS II (Florida, USA): 1. Platz mit Caesar
  - Sieger im Championat von Redefin (CSI 2*) mit Nacorde

- 2011:
  - Sieger im 1.000.000 US-$-Grand Prix in Saugerties (New York, USA) mit Aragon Rouet[60]
  - Vize-Landesmeister Springreiten Mecklenburg-Vorpommern[61]
  - Sieger beim 82. Deutschen Springderby 2011 in Hamburg (CSI 3*) mit Nacorde
  - Sieger im Großen Preis von Redefin (CSI 2*) mit Aragon Rouet
  - 100.000 US-$-Grand Prix in Ocala / HITS VI (Florida, USA): 3. Platz mit Coco
  - 50.000 US-$-Grand Prix in Ocala / HITS V (Florida, USA): 1. Platz mit Coco
  - 50.000 US-$-Grand Prix in Ocala / HITS II (Florida, USA): 1. Platz mit Caesar, 3. Platz mit Uvalier

- 2010:
  - Landesmeister Springreiten Mecklenburg-Vorpommern
  - 9. Platz im 1.000.000 US-$-Grand Prix in Saugerties (New York, USA) mit Aragon Rouet
  - 3. Platz im Britischen Springderby (Hickstead, CSI 4*) mit Nacorde
  - 1. Platz mit der deutschen Mannschaft im Nationenpreis von Sopot (CSIO 3*) mit Aragon Rouet
  - 3. Platz im 100.000 US-$-Grand Prix von Devon bei Philadelphia (Pennsylvania, USA) mit Antares F
  - 5. Platz im 300.000 US-$-Grand Prix von Thermal (Kalifornien, USA) mit Aragon Rouet
  - 75.000 US-$-Grand Prix von Ocala (Florida, USA): 1. Platz mit Caesar, 3. Platz mit Aragon Rouet
  - 5. Platz im Rahmen der deutschen Mannschaft im Nationenpreis von Wellington (Florida, USA; CSIO 4*) mit Antares F

- 2009:
  - Sieger im Großen Preis von Redefin (CSI 2*) mit Katie Riddle
  - 3. Platz beim 80. Deutschen Springderby 2009 in Hamburg (CSI 3*) mit Nacorde
  - 3. Platz im Rahmen der deutschen Mannschaft im Nationenpreis von Sopot (CSIO 3*) mit Katie Riddle

- 2008:
  - Sieger beim 79. Deutschen Springderby 2008 in Hamburg (CSI 3*) mit Nacorde
  - 4. Platz im Rahmen der deutschen Mannschaft im Nationenpreis von Posen (CSIO 4*) mit Nacorde

- 2007:
  - Sieger beim 78. Deutschen Springderby 2007 in Hamburg (CSI 4*) mit Nacorde
  - Vizechampion beim Deutschen Berufsreiterchampionat 2007.
  - 2. Platz im Schwedischen Derby in Falsterbo (CSIO 5*) mit Nacorde
  - Hallenlandesmeister Springreiten Mecklenburg-Vorpommern mit Magnus

- 2006:
  - 1. Platz im Rahmen der deutschen Mannschaft im Nationenpreis von Kiskunhalas (CSIO 4*-W) mit Cellestial
  - 2. Platz beim 77. Deutschen Springderby 2006 in Hamburg (CSI 4*) mit Nacorde
  - 3. Platz bei der Weltmeisterschaft der fünfjährigen Springpferde mit Coco

- 2005:
  - 1. Platz im Rahmen der deutschen Mannschaft im Nationenpreis von Tallinn

(Stand: 17. Juli 2022)